# Krans (groep)
Een krans of kransje is traditioneel een bijeenkomst van dames die met elkaar de stand van zaken bespreken. Een van de bekendste toepassingen van het woord in deze betekenis is die in Top Naeffs jeugdboek School-idyllen (1900).
Afhankelijk van de secundaire bezigheid tijdens het kransje wordt wel gesproken van een theekransje, koffiekransje of naaikransje. Het kransje werd gezien als een moment waar "vrouwenpraat" werd besproken en mannen waren er dan dikwijls ook niet welkom. Een vergelijkbaar mannenclubje wordt wel een cirkel genoemd.
Spreekwoordelijk wordt het theekransje als synoniem voor tijdverspilling en/of roddelpraat gezien. Maar het wordt ook vaak in verband gelegd met gezelligheid en saamhorigheid.

## Naaikransje
Tijdens naaikransjes wordt vaak kleding gemaakt voor de minderbedeelden, zoals armen, wezen, de ouden van dagen en kleding ten behoeve van de zending of missie.